# 293926 Harrystine
293926 Harrystine este o planetă minoră (asteroid) din centura de asteroizi. A fost descoperită pe 2 octombrie 2007 la Charleston⁠(d) de Astronomical Research Observatory, Charleston⁠(d). 
Obiectul prezintă o orbită caracterizată de o semiaxă mare de 2,3098342277476 UAi, o excentricitate de 0,17, o înclinație de 2,2 ° în raport cu ecliptica.